# Franny Armstrong
Franny Armstrong (ur. 3 lutego 1972 w Londynie) – brytyjska dokumentalistka i producentka filmowa. Specjalizuje się w tematyce ekologicznej.

## Filmografia
- McLibel (1998)
- Drowned Out (2002)
- McLibel (druga wersja, 2005)
- Wiek głupoty (2009)